# Verhaltenswissenschaftliche Entscheidungstheorie
Die verhaltenswissenschaftliche Entscheidungstheorie wurde maßgeblich von Chester I. Barnard, Herbert A. Simon, James March und Richard Cyert Ende der 1930er Jahre geprägt. Sie nimmt Entscheidungen in den Blick und versteht Entscheidungen als „Entscheidungsprozesse [und] nicht als Entscheidungslogik“. Die Frage im Mittelpunkt der verhaltenswissenschaftlichen Entscheidungstheorie ist, wie durch Anpassungen an komplexe und veränderliche Umwelten das Fortbestehen von Organisationen gesichert wird. Sie baut auf zwei Prämissen auf:
- Menschen besitzen nur eine "begrenzte Informationsverarbeitungskapazität"[2]
- Menschen müssen zum Mitwirken in Organisationen motiviert werden (vergl. X-Y-Theorie).

## Begrenzte Rationalität
Die verhaltenswissenschaftliche Entscheidungstheorie geht von einer begrenzten Rationalität der Individuen in ihrem Entscheidungsverhalten aus. Sie unterscheidet dabei drei verschiedene Dimensionen der Begrenzung. Zuerst betont sie die Unvollständigkeit des Wissens bezüglich der Konsequenzen von Entscheidungsalternativen, da deren Erfassung die kognitiven Fähigkeiten von Menschen übersteigt. Außerdem hätten sie Schwierigkeiten, alle Konsequenzen zukünftiger Ereignisse und deren Bewertung vorherzusehen. Ein Beispiel dafür ist das klassische Auseinanderklaffen von Vorfreude und den dann beim Eintreffen der Situation empfundenen Gefühlen. Drittens sei die Anzahl der wahrgenommenen Entscheidungsalternativen immer begrenzt und könne niemals alle Möglichkeiten umfassen. Beispielsweise kann ein Berufsanfänger nicht alle verfügbaren Berufe und Ausbildungen kennen und sich über sie informieren.
Aus diesen drei Begrenzungen folgert die verhaltenswissenschaftliche Entscheidungstheorie, dass ein Individuum nicht in erster Linie nach der objektiv optimalen Lösung sucht, sondern die erste befriedigende Lösung wählt, die dem eigenen Anspruchsniveau genügt. Dieses Phänomen, das als „satisficing“ bezeichnet wird, entsteht dadurch, dass Individuen eine vereinfachte und subjektive Definition der Situation zugrunde legen und auch habituelles Verhalten ihre Entscheidungen beeinflusst, z. B. durch Gewohnheit. Sobald eine Befriedigung des Anspruchs eintritt und der Entscheidungsprozess damit vorerst abgeschlossen ist, bildet sich das Potential für eine Verschiebung des Anspruchsniveaus für die nächste Entscheidung. Das Anspruchsniveau eines Individuums ändert sich also mit der Erfahrung in Bezug auf vergangene Entscheidungen.

## Rationalitätserweiterung durch Organisation
Eine Konsequenz der begrenzten Rationalität ist, dass die Organisation dennoch Mittel und Wege finden muss, Unsicherheit und Komplexität niedrig zu halten. Dafür sind verschiedene Mechanismen von Bedeutung, welche Entscheidungssituationen vereinfachen:
- Arbeitsteilung schafft eine Unterteilung von Problemen in Teilprobleme und macht sie so leichter bearbeitbar. Weiterhin können so unterschiedliche Organisationsziele besser erreicht werden beispielsweise durch eine Aufteilung des Produktions- und Vertriebsprozesses.
- Standardisierung und Formalisierung von Arbeitsprozessen schaffen eine Vorlage für die Ausführung von Aufgaben und Schaffung von Lösungen, da sie so bereits bestehen und einfach angewendet werden können.
- Einführung von hierarchischen Strukturen, welche die Handlungsmöglichkeiten der Mitglieder je nach Hierarchiestufe einschränken.
- Kommunikation ermöglicht eine arbeits- und aufgabenspezifische Versorgung und Verteilung von Informationen.
- Indoktrination zwecks der Zurückstellung der individuellen Ziele der Mitglieder um dem Zweck der Organisation gerecht zu werden.

Diese Mechanismen reduzieren die Komplexität zu einem gewissen Teil und bilden die Voraussetzungen für die Entscheidungsfindung durch Mitglieder der Organisation vor. Sie beseitigen die Komplexität jedoch nie vollständig.

## Mitgliedschaft in Organisation (Anreiz-Beitrag-Theorie)
Grundlegend werden Organisationen als Handlungssysteme mit vorgeschriebenen Grenzen verstanden. Durch diese Grenzen entsteht ein Verständnis von Beiträgen im Sinne der Organisation, wobei Handeln im Sinne der Organisation als Beitrag verstanden wird, welche in Abwägung der wahrgenommenen Alternativen des Handelnden getätigt werden. Die verhaltenswissenschaftliche Entscheidungstheorie konzeptualisiert an dieser Stelle ein Gleichgewicht zwischen Beiträgen und Anreizen. Dieses Gleichgewicht besteht aus Anreizen seitens der Organisation und Beiträgen seitens der Mitglieder. Die Organisation muss dabei genügend Anreize schaffen, um Mitglieder zu motivieren. Entgegen der klassischen Ökonomie beschränkt sich dies nicht auf rein materielle Anreize, sondern auch nicht-materielle Anreize (Human-Relations-Ansatz).
Organisationen stellen jedoch auch weitere Anforderungen an ihre Mitglieder, welche sich nicht allein auf Anreiz und Beitrag runterbrechen lassen. Zentral ist hier der Zusammenhang von Mitgliedschaft und Akzeptanz von Herrschaft und Machtausübung. Der Theorie nach führt dies zu einem unpersönlichen Handeln innerhalb der Organisation. Durch den weit gefassten Organisationsbegriff gelten diese Herrschaftsbeziehungen nur nach innen, also in die Organisation, und nicht nach außen.

## Organisatorisches Lernen
Das Ziel des organisatorischen Lernens ist die Verbesserung des organisatorischen Verhaltens über die schrittweise Anpassung von Zielen, der Anpassung an die Umwelt und der Suche nach neuen Lösungen. Das adaptive rationale System der Organisation gilt als Abgrenzung zu klassischen Sichtweisen, die die Organisation als umfassend rational betrachten. Die frühere Annahme der verhaltenswissenschaftlichen Entscheidungstheorie wurde revidiert bzw. kritisch hinterfragt, wodurch man auf die Voraussetzungen kam, durch die Organisationen lernen können:
1. Mitarbeiter müssen die „richtigen“ Probleme wahrnehmen können (siehe Sensemaking)
2. Diese müssen sie in individuelle Handlungen umsetzen
3. Daraus folgen Umsetzungen in Handlungen der Organisation
4. Schließlich müssen richtige Schlussfolgerungen zur Wirksamkeit der Veränderung gezogen werden

Dieses Lernen ist ein zyklischer Prozess, der kein Ende kennt, da die Organisation nie auslernt und sich immer wieder der Umwelt und ihren Veränderungen anpassen muss. Eine Grundvoraussetzung, um die Reaktion auf die Umwelt zu verbessern, ist, dass die Organisation Geduld haben muss, das bedeutet, dass wenn man in Organisationen Veränderungen vornimmt, man sich nicht von einzelnen Niederlagen abbringen lassen sollte, sondern dabeibleiben und geduldig die langfristigen Folgen der Veränderungen abwarten sollte. Zwei weitere Voraussetzungen sind erstens, die Bereitschaft, Risiken einzugehen und zweitens, die Bereitschaft, das Experiment mit alternativen Wegen fortzusetzen, auch wenn die ersten Erfahrungen negativ sind. Aus diesen Annahmen der verhaltenswissenschaftlichen Entscheidungstheorie (Begrenzte Rationalität, unvollständige Informiertheit und Satisficing) resultieren Folgeprobleme:
Entscheidungsprozesse können je nach Kontext und Zeitpunkt sehr unterschiedlich ausfallen, da die Mitglieder unterschiedlich viel Zeit und Aufmerksamkeit dafür investieren und nicht nach einer rationalen Lösung, sondern einer befriedigenden Lösung streben und zusätzlich andere Teilnehmer überzeugen müssen.